# (2490) Bussolini
(2490) Bussolini (1976 AG; 1962 WN2; 1977 KK; 1978 NT3; 1978 QH) ist ein ungefähr zwölf Kilometer großer Asteroid des mittleren Hauptgürtels, der am 3. Januar 1976 am Felix-Aguilar-Observatorium im Nationalpark El Leoncito in der Provinz San Juan in Argentinien (IAU-Code 808) entdeckt wurde. Er gehört zur Eunomia-Familie, einer Gruppe von Asteroiden, die nach (15) Eunomia benannt ist.

## Benennung
(2490) Bussolini wurde nach dem Sonnenphysiker Juan A. Bussolini (1905–1966) benannt. Er war Direktor des Observatorio de Fisica Cosmica de San Miguel, Mitglied der Kommission des Internationalen Jahrs der ruhigen Sonne und ein wichtiger Förderer des Felix-Aguilar-Observatoriums.